# Hổ Hoa Nam
Hổ Hoa Nam (tiếng Trung: 华南虎) (danh pháp ba phần: Panthera tigris amoyensis, chữ amoyensis trong tên khoa học của nó xuất xứ từ tên địa danh Amoy, còn gọi là Xiamen - tức Hạ Môn), còn gọi là hổ Hạ Môn, là một phân loài hổ sống ở miền Nam Trung Quốc, phân bố ở các tỉnh Phúc Kiến, Quảng Đông, Hồ Nam và Giang Tây. Đây là nòi hổ đang nằm trong tình trạng nguy iểm nhất, được liệt kê là loài cực kỳ nguy cấp trong Sách đỏ IUCN từ năm 1996, và gần như đã tuyệt chủng trong tự nhiên. Có thể là con hổ hoang cuối cùng được biết đến ở miền nam Trung Quốc đã bị bắn hạ vào năm 1994, và trong hai mươi năm gần đây nhất người ta không nhìn thấy một con hổ còn sống nào trong khu vực sinh sống của chúng. Vào cuối những năm 1990, sự sống sót tiếp tục được coi là không thể xảy ra do mật độ con mồi thấp, suy thoái và phân mảnh môi trường sống lan rộng và áp lực khác của con người.
Năm 1959, Mao Trạch Đông tuyên bố rằng hổ là một con vật có hại, và số lượng của chúng đã nhanh chóng giảm từ khoảng 4.000 con xuống còn khoảng 200 con năm 1976. Năm 1977 chính phủ Trung Quốc sửa đổi lại luật, cấm chỉ việc giết hổ hoang, nhưng điều này có lẽ đã quá muộn để có thể bảo vệ nòi này. Hiện tại còn 59 con còn đang bị nuôi nhốt, tất cả đều tại Trung Quốc, nhưng chúng chỉ sinh được có sáu con. Vì thế, tính đa dạng di truyền không được duy trì, làm cho khả năng tuyệt chủng vĩnh viễn trở nên rõ nét.

## Phân loài
Phân tích hộp sọ hổ Hoa Nam cho thấy chúng có hình dạng khác với hộp sọ hổ của các khu vực khác. Do hiện tượng này, hổ Hoa Nam được coi là quần thể của loài hổ "thân". Kết quả của một nghiên cứu về thực địa học cho thấy miền nam Trung Quốc hoặc phía bắc Đông Dương có khả năng là trung tâm của bức xạ hổ thế Pleistocene.
Năm 2017, lực lượng đặc nhiệm phân loại thú họ mèo của nhóm chuyên gia mèo đã đặt tên danh pháp cho toàn bộ quần thể hổ châu Á là P. t. tigris. Tuy nhiên, một nghiên cứu di truyền được công bố vào năm 2018 chỉ công nhận danh pháp chung cho sáu nòi hổ, trong đó hổ Hoa Nam khác biệt với các quần thể hổ châu Á đại lục khác, do đó ủng hộ khái niệm truyền thống về sáu phân loài.

## Đặc điểm
Năm 1905, nhà động vật học người Đức Max Hilzheimer lần đầu tiên mô tả hổ Hoa Nam có chiều cao tương tự với hổ Bengal, nhưng khác nhau về đặc điểm hộp sọ và bộ lông. Các răng nhai thịt và răng hàm của chúng ngắn hơn hổ Bengal; vùng sọ não ngắn hơn với các quỹ đạo được đặt gần nhau hơn, quá trình sau hấp thụ lớn hơn. Bộ lông của chúng thưa hơn và có màu vàng đậm hơn và bàn chân, mặt và bụng có vẻ trắng hơn; các sọc vằn hẹp hơn, nhiều hơn và sắc nét hơn.
Hổ Hoa Nam là phân loài hổ nhỏ nhất ở lục địa châu Á, nhưng lại lớn hơn các phân loài được biết đến từ quần đảo Sunda như hổ Sumatra. Con đực dài từ 230 đến 265 cm (91 đến 104 in) và nặng từ 130 đến 175 kg (287 đến 386 lb). Con cái nhỏ hơn khi dài từ 220 đến 240 cm (87 đến 94 in) và nặng từ 100 đến 115 kg (220 đến 254 lb). Chiều dài của đuôi thường không vượt quá một nửa chiều dài đầu và thân. Độ dài của lông, bờm thay đổi theo địa lý. Chiều dài lớn nhất của hộp sọ ở con đực là từ 318 đến 343 mm (12,5 đến 13,5 in) và ở con cái từ 273 đến 301 mm (10,7 đến 11,9 in).

## Phân bố
Những hộp sọ được mô tả bởi Hilzheimer có nguồn gốc từ Hán Khẩu. Phạm vi lịch sử của hổ Hoa Nam trải dài trên một lãnh thổ rộng lớn đến 2.000 km (1.200 dặm) từ đông sang tây và 1.500 km (930 mi) từ bắc xuống nam ở Trung Quốc. Từ phía đông, nó dao động từ các tỉnh Giang Tây và Chiết Giang ở khoảng kinh độ 120 ° E về phía tây qua các tỉnh Quý Châu và Tứ Xuyên ở khoảng kinh độ 100 ° E. Phần mở rộng nhất về phía bắc là ở vùng núi Tần Lĩnh và sông Hoàng Hà ở khoảng vĩ độ 35 ° N đến phần mở rộng phía nam của nó ở các tỉnh Quảng Đông, Quảng Tây và Vân Nam ở vĩ độ 21 ° N.

### Suy giảm số lượng
Đầu những năm 1950, quần thể hổ Hoa Nam đã được báo cáo lên tới hơn 4.000 cá thể trong tự nhiên trước khi chúng trở thành mục tiêu của chính phủ trong các chiến dịch chống các "sinh vật gây hại" với quy mô lớn do Mao Trạch Đông ban hành. Tác động của việc săn bắn không kiểm soát được kết hợp bởi nạn phá rừng trên diện rộng và giảm quần thể con mồi sẵn có, di dời quy mô lớn của dân cư thành thị đến các vùng nông thôn dẫn đến sự phân mảnh của quần thể hổ và tăng nguy cơ bị tuyệt chủng cục bộ từ các sự kiện ngẫu nhiên. Đến năm 1982, chỉ có khoảng 150-200 con hổ Nam Trung Quốc còn tồn tại trong tự nhiên.
Đến năm 1987, quần thể hổ Nam Trung Quốc còn sót lại được ước tính có khoảng 30-40 cá thể trong tự nhiên, do đó nguy cơ tuyệt chủng sắp xảy ra. Trong một cuộc khảo sát năm 1990, các dấu hiệu tồn tại của hổ Hoa Nam đã được tìm thấy ở 11 khu bảo tồn ở vùng núi Tứ Xuyên, Quảng Đông, Hồ Nam, Giang Tây và Phúc Kiến, nhưng những dữ liệu này không đủ để ước tính quy mô số lượng. Không có con hổ nào được quan sát trực tiếp; bằng chứng chỉ giới hạn ở việc nhìn thấy dấu vết, vết cào xước và những báo cáo của người dân địa phương.
Năm 2001, các nghiên cứu thực địa đã được thực hiện tại tám khu vực được bảo vệ bao gồm 2.214 km2 (855 dặm vuông) tại năm tỉnh miền trung nam Trung Quốc bằng cách sử dụng bẫy camera, công nghệ GPS và khảo sát dấu hiệu rộng rãi. Nhưng không có bằng chứng về hổ đã được tìm thấy. Không có bản quét nào được quan sát bởi nhóm hiện trường có thể được xác minh tích cực là từ hổ. Bằng chứng về các loài hổ có thể được tìm thấy ở năm địa điểm. Vào đầu thế kỷ 21, vẫn có thể có một số con hổ Hoa Nam trong tự nhiên. Người dân địa phương đã báo cáo các dấu vết và tầm nhìn trong Khu bảo tồn thiên nhiên dãy núi Qizimei ở tỉnh Hồ Bắc và tại huyện Nghi Hoàng của tỉnh Giang Tây. Vào tháng 5 năm 2007, chính phủ Trung Quốc đã báo cáo với Ban thư ký CITES rằng không có sự hiện diện nào được xác nhận và tuyên bố mục tiêu tái du nhập loài hổ Hoa Nam trở lại môi trường tự nhiên. Vào tháng 9 năm 2007, xác của một con gấu đen châu Á đã được tìm thấy An Khang, Thiểm Tây có thể đã bị giết và ăn bởi một con hổ Hoa Nam. Vào tháng 10 năm 2007, một con hổ được cho là hổ Hoa Nam đã tấn công một con bò trong cùng quận.

## Tập tính và sinh thái học

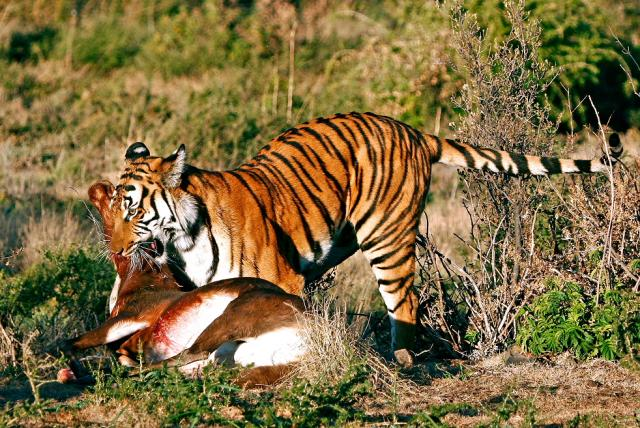
Một con hổ của dự án Save China Tigerers và con mồi của nó

Hổ Hoa Nam là một loài động vật ăn thịt bắt buộc. Chúng thích săn những động vật móng guốc lớn, thường xuyên săn bắt lợn rừng, đôi khi là hươu vàng, mang và voọc xám. Những con mồi nhỏ như nhím, thỏ đồng và chim công tạo thành một phần rất nhỏ trong chế độ ăn của chúng. Do sự xâm lấn của con người vào môi trường sống của hổ, chúng cũng ăn thịt gia súc.
Trong phạm vi trước đây của loài hổ Hoa Nam, con mồi của chúng bao gồm mang, lợn rừng, sơn dương lục địa, hươu mũ lông và hươu sambar.
Trong hầu hết các trường hợp, hổ tiếp cận con mồi từ bên cạnh hoặc phía sau từ khoảng cách càng gần càng tốt và cắn lấy cổ họng của con mồi để giết nó. Sau đó, chúng kéo con mồi vào nơi an toàn, đôi khi hơn vài trăm mét, để tiêu thụ. Bản chất của phương pháp săn mồi và tính sẵn có của con mồi dẫn đến kiểu ăn "xa hoa hoặc đói kém": chúng thường tiêu thụ 18–40 kg (40=88 lb) thịt cùng một lúc.
Hổ giao phối vào bất kỳ thời điểm nào trong năm nhưng sinh sản là phổ biến nhất từ cuối tháng 11 đến nửa đầu tháng tư. Con đực sẵn sàng bắt đầu giao phối khi được 5 tuổi và con cái khi được 4 tuổi. Con cái được sinh ra 103 ngày sau khi giao phối. 3-6 hổ con được sinh ra trong một cái hang. Chúng ban đầu chưa mở mắt và nặng từ 780 đến 1.600 g (1,72 đến 3,53 lb) mỗi con. Chúng được bú ít nhất trong 8 tuần đầu tiên. Hổ mẹ dạy chúng đi săn khi chúng được 6 tháng tuổi. Từ 1-2 tuổi, con cái sẽ tách ra khỏi mẹ chúng và sống độc lập.

## Tấn công con người
Những con hổ ăn thịt người tấn công con người ở Hoa Nam đã gia tăng đáng kể vào thời nhà Minh và nhà Thanh do sự gia tăng dân số của loài người và hậu quả là sự xâm lấn vào môi trường sống của hổ. Khoảng 500 cuộc tấn công đã diễn ra trong giai đoạn này, với tần suất trung bình là gần một lần một năm. Theo các ghi chép lịch sử, tất cả các cuộc tấn công này dẫn đến số người chết từ vài đến hơn 1000 người. Năm 1957, một con hổ được cho là đã tấn công và giết chết 32 người ở tỉnh Hồ Nam.

## Bảo tồn
Năm 1973, hổ Hoa Nam được phân loại là được bảo vệ bằng săn bắn có kiểm soát. Năm 1977, nó được phân loại là được bảo vệ và việc săn bắn bị cấm. Tất cả các phân loài hổ được bao gồm trong Phụ lục I của Công ước I, cấm thương mại quốc tế. Tất cả các quốc gia phạm vi hổ và các quốc gia có thị trường tiêu dùng cũng đã cấm thương mại nội địa.
Tổ chức phi chính phủ Save Tiger của Trung Quốc, với sự hỗ trợ của Cục Lâm nghiệp Nhà nước Trung Quốc đã phát triển một kế hoạch tái du nhập những con hổ Hoa Nam bị giam cầm vào các khu vực lớn ở miền nam Trung Quốc. Các mối quan tâm chính liên quan đến việc giới thiệu lại là sự sẵn có của môi trường sống phù hợp và con mồi thích hợp, và sự phù hợp của quần thể nuôi nhốt. Bảo tồn cấp độ cảnh quan của môi trường sống hoang dã và phục hồi các quần thể động vật hoang dã tạo quần thể con mồi cho hổ sẽ được yêu cầu. Một mục tiêu cuối cùng được đề xuất là thiết lập ít nhất ba quần thể, với mỗi quần thể bao gồm tối thiểu khoảng 15-20 con hổ sống trong môi trường tự nhiên có diện tích tối thiểu 1.000 km2 (390 dặm vuông). Khảo sát thực địa hợp tác và hội thảo đã được thực hiện để xác định các khu vực phục hồi phù hợp.
Tại Hội nghị lần thứ 14 của các Bên tham gia Công ước CITES năm 2007, việc chấm dứt nuôi nhốt hổ và ngừng buôn bán các sản phẩm từ hổ nuôi ở Trung Quốc đã được kêu gọi.

### Trong điều kiện nuôi nhốt

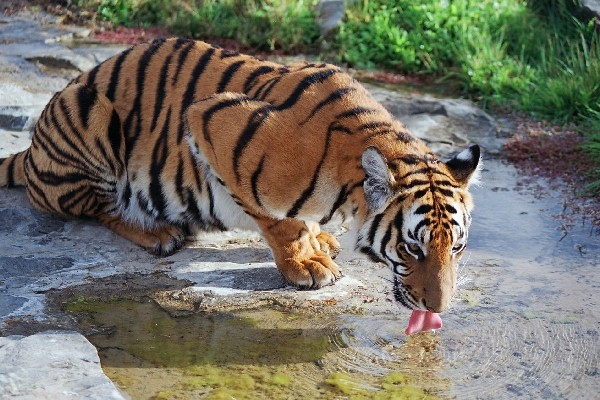
Một cá thể hổ Hoa Nam đang được nuôi nhốt

Tính đến tháng 3 năm 1986, 17 vườn thú ở Trung Quốc đã nuôi 40 con hổ Hoa Nam thuần chủng trong bộ sưu tập của họ, bao gồm 23 con đực và 14 con cái, không con nào trong số chúng được sinh ra trong môi trường hoang dã. Tất cả đều là hậu duệ thế hệ thứ ba hoặc thứ tư của một con hổ hoang dã từ Phúc Kiến và năm con hổ từ Quý Châu. Các vấn đề đáng chú ý bao gồm tỷ lệ giới tính không đồng đều và ghép đôi không phù hợp. Năm 2005, quần thể nuôi nhốt hổ Hoa Nam bao gồm 57 cá thể có dấu hiệu cận huyết, bao gồm giảm đa dạng di truyền và tỷ lệ nhân giống thành công thấp. Năm 2007, số lượng hổ Hoa Nam nuôi nhốt trên toàn cầu bao gồm 72 cá thể; có rất ít trong số chúng được nuôi nhốt bên ngoài lãnh thổ Trung Quốc. Rất ít con hổ Hoa Nam "thuần chủng" vì có bằng chứng di truyền của việc lai tạo chéo với các phân loài khác.
Một con được sinh ra trong một khu bảo tồn tư nhân được gọi là Khu bảo tồn Thung lũng Lão hổ (Laohu valley) ở Nam Phi vào tháng 11 năm 2007, cá thể đầu tiên được sinh ra bên ngoài Trung Quốc. Kể từ đó, một số đàn con đã được sản xuất. Tính đến tháng 2 năm 2016, Khu bảo tồn Thung lũng Laohu có 19 cá thể hổ. Những con hổ Hoa Nam bị giam cầm ở Trung Quốc đã được đưa vào một cuốn sổ ghi chép được đăng ký tập trung. Trước khi studbook được thành lập, người ta đã nghĩ rằng quần thể nuôi nhốt này quá nhỏ và thiếu sự đa dạng di truyền để bất kỳ chương trình tái định cư nào thành công, nhưng kể từ khi bắt đầu đăng ký trung tâm, ngày càng có nhiều hổ Hoa Nam được xác định ở các vườn thú Trung Quốc.

### Dự án bảo tồn hổ Hoa Nam ở Trung Quốc
Từ năm 2001, tổ chức Save China Tiger của Nam Phi đã làm việc với Cục Quản lý Lâm nghiệp Nhà nước Trung Quốc để xác định các địa điểm tái du nhập những con hổ Hoa Nam được xây dựng lại. Chín địa điểm từ bốn tỉnh được khảo sát bằng 36 thông số sinh thái. Hai địa điểm ứng cử viên đã được chọn tại tỉnh Giang Tây và Hồ Nam vào đầu năm 2005. Cục Quản lý Lâm nghiệp Nhà nước đã phê duyệt các địa điểm này vào cuối năm 2005. Do tiến độ đáng chú ý của dự án Tái tạo Hổ của Trung Quốc sau đó tại Nam Phi, chính quyền Trung Quốc đã tiếp tục khuyến khích và quyết định tìm kiếm các địa điểm trong khu bảo tồn thiên nhiên nơi sẽ có ít vấn đề di dời dân số của con người hơn để đẩy nhanh sự trở lại của hổ Hoa Nam. Đầu năm 2010, một nhóm khoa học của chính phủ đã xác định một địa điểm thử nghiệm tạm thời và ba địa điểm cuối cùng, hiện đang chờ phê duyệt từ bộ chính phủ trung ương có liên quan. Đội ngũ khoa học của tổ chức Save Tiger của Trung Quốc đang làm việc với chính quyền Trung Quốc về các công tác chuẩn bị về công nghệ bảo vệ, thả lại con mồi và xây dựng chuyên môn quản lý hổ và động vật hoang dã.

### Nguồn gốc

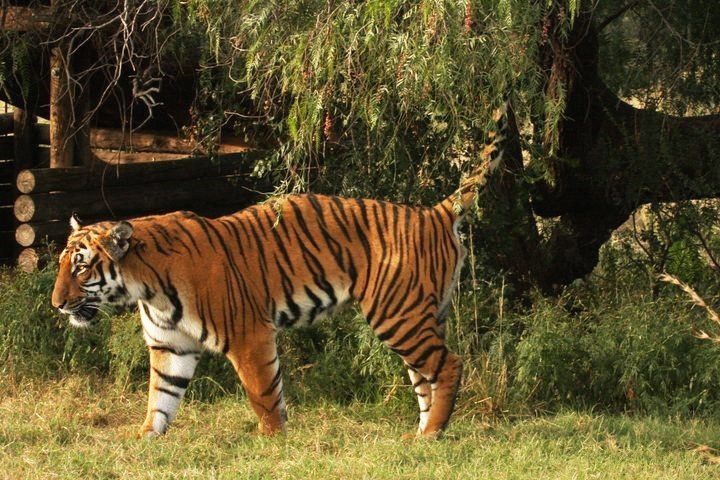
Một con hổ đực của Dự án Bảo vệ Hổ Trung Quốc đánh dấu mùi hương lãnh thổ của mình

## Tái du nhập